# داسو فالکون ۹۰۰
داسو فالکون ۹۰۰ (به انگلیسی: Dassault Falcon 900) یک هواگرد ساختِ کارخانهٔ داسو اویاسیون در کشور فرانسه است که در سال ۱۹۸۴ ساخته شد. نخستین استفاده‌کنندهٔ این هواپیما نیروی هوایی فرانسه بوده‌است. این هواگرد برای نخستین بار در ۲۱ سپتامبر ۱۹۸۴ میلادی مورد استفاده قرار گرفت.